# Jagdgeschwader 27
La Jagdgeschwader 27  (JG 27) (27e escadron de chasseurs), surnommée Afrika, est une unité de chasseurs tropicalisés de la Luftwaffe pendant la Seconde Guerre mondiale, notamment connue pour sa participation à la guerre du désert en tant que soutien aérien à la Deutsches Afrikakorps.
Active de 1939 à 1945, l'unité était affectée aux missions visant à assurer la supériorité aérienne de l'Allemagne dans le ciel d'Afrique du Nord et d'Europe.
L'unité fut notamment marquée par l'as Hans-Joachim Marseille (158 victoires) et par le commandant Eduard Neumann.

## Opérations

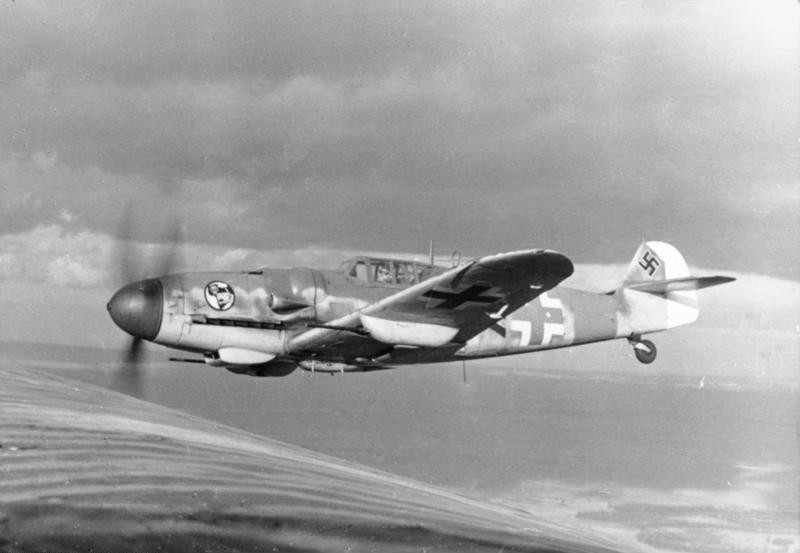
Messerschmitt Bf 109 du JG 27.

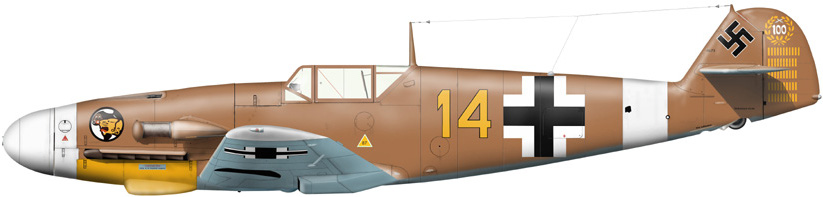
Dessin de l'avion tropicalisé de Hans-Joachim Marseille en 1942.

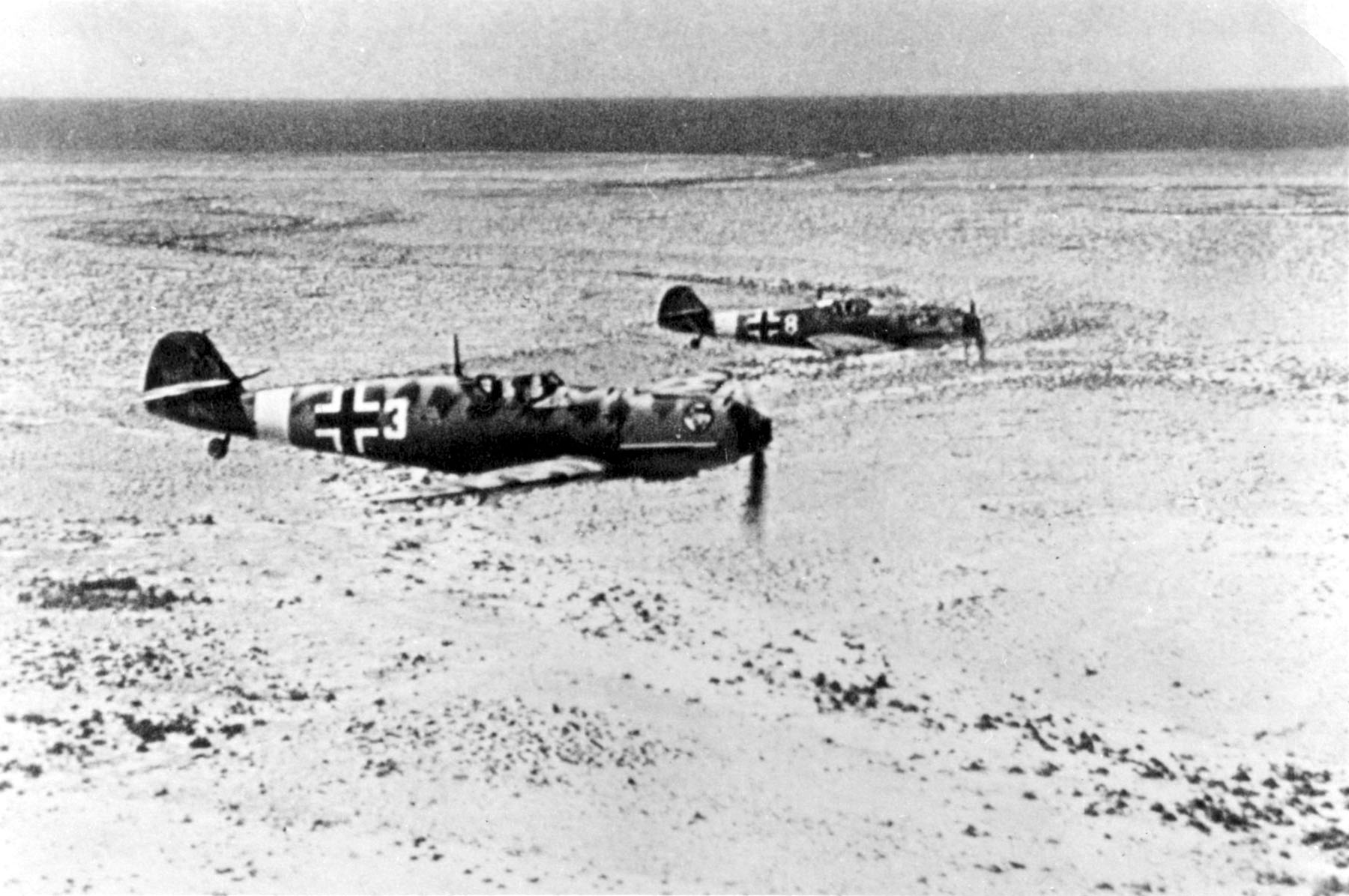
Vol de Bf 109 au-dessus de l'Afrique du Nord.

La JG 27 opère sur des chasseurs Messerschmitt Bf 109E, F, G et K.

## Organisation

### Stab. Gruppe
Formé le 1er octobre 1939 à Münster-Handorf.

Geschwaderkommodore (Commandant de l'escadron) :
| Début            | Fin              | Grade          | Nom                                  |
| ---------------- | ---------------- | -------------- | ------------------------------------ |
| 1er octobre 1939 | 10 octobre 1940  | Oberstleutnant | Max Ibel                             |
| 11 octobre 1940  | 22 octobre 1940  | Major          | Bernhard Woldenga (en) (par intérim) |
| 22 octobre 1940  | 21 juin 1941     | Major          | Wolfgang Schellmann (Mort au combat) |
| 21 juin 1941     | 10 juin 1942     | Major          | Bernhard Woldenga                    |
| 10 juin 1942     | 22 avril 1943    | Oberstleutnant | Eduard Neumann                       |
| 22 avril 1943    | 29 décembre 1944 | Oberstleutnant | Gustav Rödel                         |
| 30 décembre 1944 | 8 mai 1945       | Major          | Ludwig Franzisket                    |

### I. Gruppe
Formé le 1er octobre 1939 à Münster-Handorf avec :
- Stab I./JG 27 nouvellement créé
- 1./JG 27 nouvellement créé
- 2./JG 27 nouvellement créé
- 3./JG 27 nouvellement créé

Le 14./JG 27 est formé le 12 juin 1944 à partir d'éléments du II./JG 77, et est rattaché au Gruppe entre le 12 juin et 15 août 1944.

Le 15 août 1944, le I./JG 27 augmente ses effectifs à 4 staffeln :
- 1./JG 27 inchangé
- 2./JG 27 inchangé
- 3./JG 27 inchangé
- 4./JG 27 à partir du 14./JG 27

Le 4./JG 27 est dissous le 14 février 1945.

Gruppenkommandeure (Commandant de groupe) :
| Début             | Fin              | Grade     | Nom                                 |
| ----------------- | ---------------- | --------- | ----------------------------------- |
| 1er octobre 1939  | 20 juillet 1940  | Hauptmann | Helmut Riegel                       |
| Juillet 1940      | 10 juin 1942     | Major     | Eduard Neumann                      |
| 10 juin 1942      | Novembre 1942    | Hauptmann | Gerhard Homuth                      |
| 12 novembre 1942  | 13 mars 1943     | Hauptmann | Heinrich Setz                       |
| 17 mars 1943      | 7 avril 1943     | Hauptmann | Hans-Joachim Heinecke (par intérim) |
| 7 avril 1943      | 1er juin 1943    | Hauptmann | Erich Hohagen                       |
| 1er juin 1943     | 15 juillet 1943  | Hauptmann | Hans Remmer (par intérim)           |
| 15 juillet 1943   | 12 mai 1944      | Hauptmann | Ludwig Franzisket                   |
| Mars 1944         | 2 avril 1944     | Hauptmann | Hans Remmer (par intérim)           |
| 3 avril 1944      | Avril 1944       | Hauptmann | Walter Blume (par intérim)          |
| 13 mai 1944       | 19 mai 1944      | Hauptmann | Ernst Boerngen                      |
| 19 mai 1944       | 29 mai 1944      | Major     | Karl-Wolfgang Redlich               |
| 29 mai 1944       | 11 juin 1944     | Hauptmann | Walter Blume                        |
| 12 juin 1944      | 30 juillet 1944  | Hauptmann | Rudolf Sinner                       |
| 30 juillet 1944   | 15 août 1944     | Hauptmann | Siegfried Luckenbach (par intérim)  |
| 25 août 1944      | 30 novembre 1944 | Hauptmann | Diethelm von Eichel-Streiber        |
| 1er décembre 1944 | 11 décembre 1944 | Hauptmann | Johannes Neumayer                   |
| 11 décembre 1944  | 22 décembre 1944 | Hauptmann | Schüller (par intérim)              |
| 22 décembre 1944  | 1er mars 1945    | Hauptmann | Eberhard Schade                     |
| 1er mars 1945     | 3 avril 1945     | Leutnant  | Buchholz (par intérim)              |
| 3 avril 1945      | 8 mai 1945       | Hauptmann | Emil Clade                          |

### II. Gruppe
Formé le 3 janvier 1940 à Magdebourg-Ost avec :
- Stab II./JG 27 nouvellement créé
- 4./JG 27 nouvellement créé
- 5./JG 27 nouvellement créé
- 6./JG 27 nouvellement créé

Le 15 août 1944, le II./JG 27 est réorganisé :
- 5./JG 27 inchangé
- 6./JG 27 inchangé
- 7./JG 27 à partir de l'ancien 4./JG 27
- 8./JG 27 formé en octobre 1944 (nouvellement créé)

Le 8./JG 27 est dissous le 14 février 1945.

Gruppenkommandeure :
| Début            | Fin              | Grade        | Nom                          |
| ---------------- | ---------------- | ------------ | ---------------------------- |
| 3 janvier 1940   | 6 février 1940   | Hauptmann    | Erich von Selle              |
| 6 février 1940   | 4 septembre 1940 | Hauptmann    | Walter Andres                |
| 8 août 1940      | 4 septembre 1940 | Oberleutnant | Ernst Düllberg (par intérim) |
| 4 septembre 1940 | 23 novembre 1941 | Hauptmann    | Wolfgang Lippert             |
| 23 novembre 1941 | 25 décembre 1941 | Oberleutnant | Gustav Rödel (par intérim)   |
| 25 décembre 1941 | 20 mai 1942      | Hauptmann    | Erich Gerlitz                |
| 20 mai 1942      | 20 avril 1943    | Hauptmann    | Gustav Rödel                 |
| 20 avril 1943    | 13 mars 1944     | Hauptmann    | Werner Schröer               |
| 14 mars 1944     | 17 décembre 1944 | Hauptmann    | Fritz Keller                 |
| Décembre 1944    | 20 janvier 1945  | Hauptmann    | Herbert Kutscha              |
| 3 janvier 1945   | 20 janvier 1945  | Oberleutnant | Anton Wöffen (par intérim)   |
| 21 janvier 1945  | 21 janvier 1945  | Hauptmann    | Gerhard Hoyer                |
| Janvier 1945     | 8 mai 1945       | Hauptmann    | Fritz Keller                 |

### III. Gruppe
Formé le 9 juillet 1940 à Carquebut à partir du I./JG 1 avec :
- Stab III./JG 27 à partir du Stab I./JG 1
- 7./JG 27 à partir du 1./JG 1
- 8./JG 27 à partir du 2./JG 1
- 9./JG 27 à partir du 3./JG 1

En juin 1943, le 8./JG 27 est utilisé pour former le IV./JG 27 (devenant le 12./JG 27), et un nouveau 8./JG 27 est formé.

Le 10./JG 27 est rajouté en mars 1944 à partir d'éléments du 7./JG 27.

Entre le 20 mai et le 15 juin 1944, le 7./JG 27 est connu en tant que 7.(Ersatz)/JG 27.

Le 1er mai 1944, le 10./JG 27 devient 13./JG 27, mais est toujours rattaché au III./JG 27. 
Le III./JG 27 est réorganisé le 15 août 1944 :
- 9./JG 27 inchangé
- 10./JG 27 à partir du 13./JG 27
- 11./JG 27 à partir de l'ancien 8./JG 27
- 12./JG 27 à partir de l'ancien 7./JG 27

Gruppenkommandeure :
| Début            | Fin               | Grade        | Nom                         |
| ---------------- | ----------------- | ------------ | --------------------------- |
| 9 juillet 1940   | 6 septembre 1940  | Hauptmann    | Joachim Schlichting         |
| 7 septembre 1940 | 30 septembre 1941 | Hauptmann    | Max Dobislav                |
| 1er octobre 1941 | 11 octobre 1942   | Hauptmann    | Erhard Braune               |
| 11 octobre 1942  | 30 septembre 1944 | Hauptmann    | Ernst Düllberg              |
| 1er octobre 1944 | 7 octobre 1944    | Oberleutnant | Franz Stigler (par intérim) |
| Octobre 1944     | 7 mai 1945        | Hauptmann    | Dr Peter Werfft             |
| Février 1945     | 3 avril 1945      | Oberleutnant | Emil Clade (par intérim)    |

### IV. Gruppe
Formé en mai 1943 à Kalamaki avec 10. - 12. staffeln avec :
- Stab IV./JG 27 nouvellement créé
- 10./JG 27 nouvellement créé
- 11./JG 27 nouvellement créé
- 12./JG 27 à partir du 8./JG 27

Le 15./JG 27 est formé le 12 juin 1944 et rejoint le Gruppe.

Le IV./JG 27 est réorganisé le 15 août 1944 :
- 13./JG 27 à partir du 10./JG 27
- 14./JG 27 à partir du 12./JG 27
- 15./JG 27 à partir du 11./JG 27
- 16./JG 27 à partir du the old 15./JG 27

Le IV./JG 27 est dissous le 31 mars 1945.

Gruppenkommandeure :
| Début           | Fin               | Grade        | Nom                            |
| --------------- | ----------------- | ------------ | ------------------------------ |
| Juin 1943       | 13 septembre 1943 | Hauptmann    | Rudolf Sinner                  |
| Septembre 1943  | 10 octobre 1943   | Oberleutnant | Dietrich Boesler (par intérim) |
| Octobre 1943    | 18 octobre 1943   | Oberleutnant | Alfred Burk (par intérim)      |
| 19 octobre 1943 | 17 décembre 1943  | Hauptmann    | Joachim Kirschner              |
| Décembre 1943   | 12 juillet 1944   | Hauptmann    | Otto Meyer                     |
| Juillet 1944    | 1er janvier 1945  | Hauptmann    | Hanns-Heinz Dudeck             |
| 2 janvier 1945  | 23 mars 1945      | Hauptmann    | Ernst-Wilhelm Reinert          |

### 10.(Jabo)/JG 27
Formé le 5 mai 1942 à Martuba.

Le 1er septembre 1942, il est renommé 2./Jabogruppe Afrika.

### 15.(span.)/JG 27
Formé le 23 juillet 1941 à Madrid en tant que span. Jagdstaffel.

Les équipages sont transférés à Werneuchen le 27 juillet 1941 pour 2 mois de formation, puis font mouvement sur Moschna le 24 septembre 1941, maintenant en tant que 15.(span.)/JG 27.

Officiellement, il a été dissous le 4 mars 1942 à Madrid.
Staffelkapitän :
| Début        | Fin       | Grade      | Nom                        |
| ------------ | --------- | ---------- | -------------------------- |
| Juillet 1941 | Mars 1942 | Comandante | Don Angel Salas Larrazabal |

### Ergänzungsgruppe
Formé le 13 octobre 1940 à Guînes, en tant que Erg.Staffel/JG 27.

Le 12 juin 1941, il devient Ergänzungsgruppe/JG 27 avec :
- Stab Ergänzungsgruppe/JG 27 nouvellement créé
- 1. Einsatzstaffel/JG 27 nouvellement créé
- 2. Ausbildungsstaffel/JG 27 à partir du Erg.Sta./JG 27

Il est dissous le 2 février 1942 avec :
- Stab Ergänzungsgruppe/JG 27 devient Stab/EJGr.Süd
- 1. Einsatzstaffel/JG 27 devient 8./JG 1
- 2. Ausbildungsstaffel devient 2./EJGr.Süd

Gruppenkommandeure :
| Début           | Fin            | Grade     | Nom               |
| --------------- | -------------- | --------- | ----------------- |
| 13 octobre 1940 | 12 juin 1941   | Hauptmann | Erich Gerlitz     |
| 12 juin 1941    | 2 février 1942 | Hauptmann | Herbert Nebenführ |

## Statistiques
|                                                     | Victoires              | Morts au combat        | Disparus au combat     | Prisonniers            | Blessés                |                        |
| Stab/Jagdgeschwader 27                              | Stab/Jagdgeschwader 27 | Stab/Jagdgeschwader 27 | Stab/Jagdgeschwader 27 | Stab/Jagdgeschwader 27 | Stab/Jagdgeschwader 27 | Stab/Jagdgeschwader 27 |
| --------------------------------------------------- | ---------------------- | ---------------------- | ---------------------- | ---------------------- | ---------------------- | ---------------------- |
| Bataille de France 10 mai 1940 – 25 juin 1940       | 18                     | 0                      | 0                      | 0                      | 0                      |                        |
| Bataille d'Angleterre Juillet 1940 – Novembre 1940  | 1                      | 0                      | 0                      | 1                      | 0                      |                        |
| Balkans Avril 1941 – Mai 1941                       | 1                      | 2                      | 0                      | 2                      | 1                      |                        |
| Opération Barbarossa Juin 1941 – Octobre 1941       | 13                     | 1                      | 0                      | 0                      | 0                      |                        |
| Afrique du Nord 10 décembre 1941 – 2 décembre 1942  | 1                      | 2                      | 0                      | 0                      | 1                      |                        |
| Sicile Avril 1943 – Juin 1943                       | 5                      | 0                      | 0                      | 0                      | 0                      |                        |
| Mer Égée Juillet 1943 – Février 1944                | 6                      | 1                      | 0                      | 0                      | 1                      |                        |
| Défense du Reich Février 1944 – Juin 1944           | 25                     | 4                      | 0                      | 0                      | 0                      |                        |
| Bataille de Normandie Juin 1944 – Août 1944         | 12                     | 2                      | 0                      | 0                      | 0                      |                        |
| I./Jagdgeschwader 27                                |                        |                        |                        |                        |                        |                        |
| Afrique du Nord 18 avril 1941 – 16 novembre 1942    | 590                    | 16                     | 8                      | 8                      | 18                     |                        |
| II./Jagdgeschwader 27                               |                        |                        |                        |                        |                        |                        |
| Afrique du Nord 16 septembre 1941 – 6 décembre 1942 | 433                    | 23                     | 6                      | 19                     | 22                     |                        |
| Jagdgeschwader 27 total                             |                        |                        |                        |                        |                        |                        |

## Récipiendaires de la Croix de chevalier de la Croix de fer
Les aviateurs suivants ont reçu la Croix de chevalier de la Croix de fer ou une récompense plus élevée lorsqu'ils étaient assignés à la Jagdgeschwader 27.
Les noms avec un * (astérisque), indique que la Croix de chevalier a été décernée à titre posthume.
| Nom                       | Croix de chevalier | Feuilles de chêne | Epées            | Diamants         |
| ------------------------- | ------------------ | ----------------- | ---------------- | ---------------- |
| Ibel, Max                 | 22 août 1940       |                   |                  |                  |
| Lippert, Wolfgang         | 24 septembre 1940  |                   |                  |                  |
| Schlichting, Joachim      | 14 décembre 1940   |                   |                  |                  |
| Homuth, Gerhard           | 14 juin 1941       |                   |                  |                  |
| Rödel, Gustav-Siegfried   | 22 juin 1941       | 20 juin 1943      |                  |                  |
| Redlich, Karl-Wolfgang    | 9 juillet 1941     |                   |                  |                  |
| Franzisket, Ludwig        | 20 juillet 1941    |                   |                  |                  |
| Graf von Kageneck, Erbo   | 30 juillet 1941    | 26 octobre 1941   |                  |                  |
| Marseille, Hans-Joachim   | 22 février 1942    | 6 juin 1942       | 10 juillet 1942  | 3 septembre 1942 |
| Schulz, Otto              | 22 février 1942    |                   |                  |                  |
| Reinert, Ernst-Wilhelm    | 1er juillet 1942   | 7 octobre 1942    | 1er février 1945 |                  |
| Stahlschmidt, Hans-Arnold | 20 août 1942       | 3 janvier 1944*   |                  |                  |
| Körner, Friedrich         | 6 septembre 1942   |                   |                  |                  |
| Schröer, Werner           | 20 octobre 1942    | 2 août 1943       | 19 avril 1945    |                  |
| Bendert, Karl-Heinz       | 30 octobre 1942    |                   |                  |                  |
| Steinhausen, Günter       | 3 novembre 1942*   |                   |                  |                  |
| Ettel, Wolf-Udo           | 1er juin 1943      | 31 août 1943*     |                  |                  |
| Kientsch, Willy           | 22 novembre 1943   | 20 juillet 1944*  |                  |                  |
| Remmer, Hans              | 9 juin 1944*       |                   |                  |                  |
| Düllberg, Ernst           | 20 juillet 1944    |                   |                  |                  |
| Börngen, Ernst            | 3 août 1944        |                   |                  |                  |
| Gromotka, Fritz           | 28 janvier 1945    |                   |                  |                  |
| Werfft, Dr. chem. Peter   | 28 janvier 1945    |                   |                  |                  |